# Usmar Ismail
Vous pouvez aider à l'améliorer ou bien discuter des problèmes sur sa page de discussion.
- Il ne cite pas suffisamment ses sources. Vous pouvez indiquer les passages à sourcer avec {{référence nécessaire}} ou {{Référence souhaitée}}, et inclure les références utiles en les liant aux notes de bas de page. (Marqué depuis mars 2024)
- Certaines informations devraient être mieux reliées aux sources mentionnées dans la bibliographie ou les liens externes. Améliorez sa vérifiabilité en les associant par des références. (Marqué depuis mars 2024)

- Archive Wikiwix
- Bing
- Cairn
- DuckDuckGo
- E. Universalis
- Gallica
- Google
- G. Books
- G. News
- G. Scholar
- Persée
- Qwant
- (zh) Baidu
- (ru) Yandex
- (wd) trouver des œuvres sur Wikidata

Usmar Ismail (20 mars 1921 – 2 janvier 1971) est un réalisateur indonésien. Il est considéré comme un des pionniers du cinéma indonésien bien que les Hollandais ou les Français eussent tourné certains films dans ce pays dès 1926.  

## Biographie
Ismail sert dans l'armée sous l'occupation hollandaise, puis il écrit des scénarios de théâtre pour la compagnie dramatique Maya, active sous l'occupation japonaise. Il poursuit son rêve de devenir réalisateur en établissant le premier studio cinématographique d'Indonésie, Perfini Studios, au début des années cinquante. En 1952-1953, Ismail étudie le cinéma à l'Université de Los Angeles, obtenant un "BA". Peu après, se met en place une collaboration entre les studios Perfini et la compagnie Persari Film (fondée par Malik Djamaluddin) qui débouche sur la production d'une réalisation d'Ismail, Lewat Djam Malam (Après le couvre-feu) (1953), qui rencontre un succès dans la critique et les salles. 
En 1958, Ismail connait un autre succès avec Asrama Dara (Le Dortoir des filles), le récit d'un étudiant en médecine devenu soldat de la révolution et qui, après la libération, fait face aux difficultés de la réintégration dans la vie civile et se sent trahi par une classe politique corrompue. Plusieurs films d'Ismail se situent ainsi dans le contexte des événements de l'époque, à savoir la décolonisation. À l'étranger, Ismail est d'ailleurs connu surtout pour son film en anglais Fighters for Freedom (Combattants de la liberté) (1961), qui traite de la lutte d'indépendance indonésienne contre les occupants hollandais et français.
Usmar Ismail est descendant de l'ethnie des Minangkabau. Une salle de concert a été créée en son nom à Jakarta et donne des spectacles de musique, d'opéra et de théâtre. Il a en outre révélé au grand public l'artiste indonésienne Suzzanna (mieux connu sous le nom de la Reine de l'horreur) en lui confiant ses premiers rôles dans les années 50.

## Filmographie

### Réalisateur
- 1949 : Harta Karun (Trésor caché)
- 1949 : Tjitra (Image)

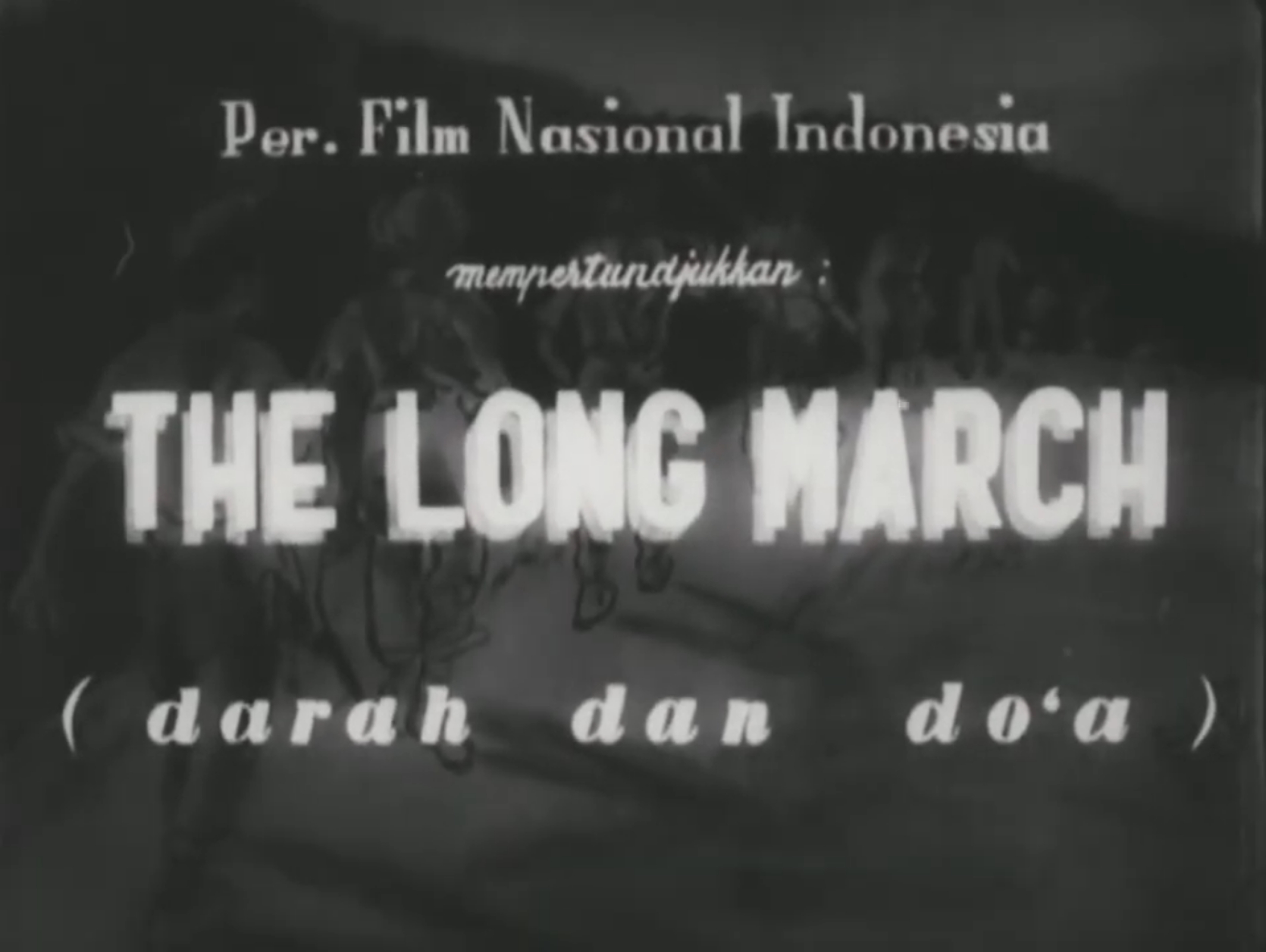
Générique de Darah dan Doa (1950).

- 1950 : Darah dan Doa (Sang et prière)
- 1951 : Dosa Tak Berampun (Scène inoubliable)
- 1953 : Kafedo
- 1953 : Krisis (Crise)
- 1951 : Enam Djam Di Djogja (Six heures à Jogja)
- 1953 : Lewat Djam Malam (Après le couvre-feu)
- 1955 : Lagi-Lagi Krisis (Encore une crise)
- 1955 : Tamu Agung (Invité exalté)
- 1956 : Tiga Dara (Trois sœurs)
- 1957 : Delapan Pendjuru Angin
- 1958 : Asrama dara (Le Dortoir des filles)
- 1960 : Pedjuang (Combattants)
- 1961 : Toha, Pahlawan Bandung Selatan (Toha, le héros de Bandung Sud)
- 1961 : Fighters for Freedom
- 1962 : Anak Perawan di Sarang Penjamun (La jeune vierge dans la maison dans la forêt)
- 1962 : Bajangan di Waktu Fadjar
- 1963 : Holiday in Bali (Vacances à Bali)
- 1964 : Anak-Anak Revolusi
- 1965 : Liburan Seniman (Des vacances pour Seniman)
- 1968 : Ja, Mualim (Oui, professeur)
- 1969 : Big Village (Grand village)
- 1970 : Ananda (Ananda)

### Producteur
- 1958 : Tjambuk api
- 1963 : Masa topan dan badai (C'est le moment de la tempête)

### Scénariste
- 1950 : Darah Darah dan Doa (Sang et prière)